# The Party Ain't Over Yet
The Party Ain't Over Yet es el vigésimo séptimo álbum de estudio de la banda británica de rock Status Quo, publicado en 2005 por Sanctuary Records. Recibió críticas relativas de parte de la prensa especializada, donde destacaron el dinamismo musical de la agrupación, aunque se consideró inferior en calidad comparado a Heavy Traffic.
Alcanzó el puesto 18 en los UK Albums Chart del Reino Unido. En cuanto a su promoción se lanzaron dos canciones como sencillos; «The Party Ain't Over Yet» y «All That Count is Love», que se ubicaron en los puestos 11 y 29 del conteo inglés de sencillos.

## Lista de canciones
| N.º | Título                     | Escritor(es)                          | Duración |  |
| 1.  | «The Party Ain't Over Yet» | John David                            | 3:50     |  |
| 2.  | «Gotta Get Up and Go»      | Rossi, Young                          | 4:18     |  |
| 3.  | «All That Count is Love»   | John David                            | 3:41     |  |
| 4.  | «Familiar Blues»           | Parfitt, Bown                         | 5:09     |  |
| 5.  | «The Bubble»               | Bown, Edwards                         | 5:36     |  |
| 6.  | «Belavista Man»            | Parfitt, Edwards                      | 4:21     |  |
| 7.  | «Nevashooda»               | Bown, Letley                          | 3:52     |  |
| 8.  | «Velvet Train»             | Bown, Edwards                         | 3:33     |  |
| 9.  | «Goodbye Baby»             | Rossi, Young                          | 4:08     |  |
| 10. | «You Never Stop»           | Rossi, Parfitt, Bown, Edwards, Letley | 4:33     |  |
| 11. | «Kick Me When I'm Down»    | John David, Webb Wilder               | 3:17     |  |
| 12. | «Cupid Stupid»             | Rossi, Young                          | 3:51     |  |
| 13. | «This is Me»               | Parfitt, Edwards                      | 4:47     |  |

## Músicos
- Francis Rossi: voz y guitarra líder
- Rick Parfitt: voz y guitarra rítmica
- John Edwards: bajo
- Andy Bown: teclados
- Matt Letley: batería